# Felix Nikolaïevitch Soumarokov-Elston
Pour les autres membres de la famille, voir Soumarokov-Elston.
Pour les articles homonymes, voir Felix Soumarokov-Elston.
Le comte Felix Nikolaïevitch Soumarokov-Elston (russe : Феликс Николаевич Сумароков-Эльстон) (24 janvier 1820 – 30 octobre 1877) est un général et noble russe, grand-père paternel du célèbre prince Félix Ioussoupov.

## Biographie

### Origines
La rumeur persistante disait que Felix Elston était le fils illégitime de la comtesse Catherine von Tiesenhausen, demoiselle d'honneur à la Cour impériale, et de son amant, le prince Frédéric-Guillaume, futur roi Frédéric-Guillaume IV de Prusse.
Une version alternative, née d'une affirmation du chancelier autrichien Klemens Wenzel von Metternich, en ferait le fils illégitime du baron Anselm von Hügel et de la comtesse Josefa Andrássy, bien que cela n'explique aucunement le fait qu'il ait été élevé par la princesse Elisaveba Kutuzova, mère de la comtesse Catherine von Tiesenhausen, ni qu'il n'ait pas porté le patronyme de son père. En effet, on s'est souvent interrogé sur l'origine du nom Elston, la légende prétend ainsi que cet étrange patronyme est dérivé d'un jeu de mots sur l'origine du jeune homme : Elston viendrait ainsi de la phrase "elle s'étonne (d'être enceinte)", la Cour de Saint-Pétersbourg étant à l'époque complètement francophone. Par ailleurs, on sait également grâce aux archives familiales des Ioussoupov qu'Elston était le nom de la nanny anglaise de Felix Nikolaïevitch. En dépit de ces nombreuses hypothèses, le mystère reste entier.

### Carrière et descendance
Quoi qu'il en soit, Felix Elston entra dans l'armée impériale russe, il s'illustra au siège de Sébastopol durant la Guerre de Crimée où il fut promu colonel. À partir de 1863, il est Ataman des Cosaques du Kouban puis, après 1865, gouverneur impérial du Kouban, général de l'armée et, en 1875, il est nommé gouverneur militaire du Kharkiv. En 1855, il épousa l'héritière des comtes Soumarokov et il obtint le titre de comte Soumarokov-Elston puis, par décret impérial du 8 septembre 1859, il fut autorisé à relever les titres de sa belle-famille et à les transmettre à ses descendants. De son union avec la comtesse Hélène Soumarokov, il eut sept enfants dont le comte Felix Felixovitch Soumarokov-Elston, qui épousa la princesse Ioussoupova, fut autorisé à porter et transmettre le titre de prince Ioussoupov et fut le père du célèbre prince Félix Ioussoupov (1887-1967). Catherine et Frédéric-Guillaume étaient donc les arrière-grands-parents paternel du prince, dans la mesure où ils seraient les parents de Felix Elston.
En 1868, il quitte le service actif de l'armée pour des raisons de santé qui le poussent à aller vivre à l'étranger. Il sera notamment le représentant de la famille impériale russe lors du mariage du Prince Milan de Serbie avec Natalija Keško en 1875, l'année où il rentre en Russie.

## Décorations
Le comte Felix Soumarokov-Elston fut décoré des Ordres de Saint-Vladimir (1re classe), de Saint-Stanislas (1re classe), et de Sainte-Anne (1re classe avec couronne).